# Germain Pontille
Germain Pontille, né le 25 septembre 1903 à Bourg-de-Thizy, commune où il est mort le 22 juillet 1986, est un homme politique français.

## Détail des fonctions et des mandats
Mandat parlementaire
- 8 décembre 1946 - 7 novembre 1948 : Sénateur du Rhône